# Korba (Inde)
Korba est une ville située dans le district de Korba dans l'état de Chhattisgarh en Inde. Elle aurait selon le recensement de 2011, 365 073 habitants. Korba est une ville industrielle, la centrale de Korba est située au nord de la ville alors que le bassin minier de Korba est situé au sud.